# Центр детей и юношества
Центр детей и юношества (бывший Дворец пионеров) — государственное автономное образовательное учреждение дополнительного образования Ярославской области, расположенное в Дзержинском районе города Ярославля. Дополнительное образование в учреждении получают более 4400 детей на очной форме обучения и занимаются в 340 детских образовательных объединениях, представляющих 50 предметных областей.
Центр детей и юношества, являясь областным методическим центром, активно сотрудничает с различными учреждениями образования, культуры и здравоохранения Ярославского региона. Центр взаимодействует более чем с 570 организациями региона, России, ближнего и дальнего зарубежья.

## История здания
В конце 60-х годов бывшая деревня Брагино, которая была на окраине города, начала бурно развиваться и постепенно превратилась в огромный жилой район г. Ярославля. Прежний председатель городского совета Ярославля Кириллов Ю. Д., личность легендарная в городе и очень незаурядная, решил, что в новом микрорайоне необходимо построить многопрофильное учреждение для детей, чтобы отвлечь от улицы и удовлетворить их разнообразные интересы.
Такими учреждениями в то время были только Дома и Дворцы пионеров. Второй городской Дворец в городе строить не разрешили, и тогда Юрий Дмитриевич подал заявку на строительство музыкального училища. Проект был принят, деньги на строительство выделены и началась работа.
Строительство осуществлял трест «ЯРХИМПРОМСТРОЙ» (СУ-1).
Прорабом всей стройки был В. Н. Ларионов. Отделочными работами внутри здания занимался Б. Храбров, за отделку здания снаружи отвечал прораб В. Н. Голов (впоследствии — председатель исполкома Дзержинского района, а в настоящее время — заместитель мэра города Ярославля); мозаичные панно на фронтоне здания изготавливали выпускники Московского высшего художественного училища — художники-монументалисты декоративных росписей братья Вячеслав и Виктор Шагины и Корзин Александр; интерьеры фойе, актового зала и Ленинской комнаты проектировались и оформлялись выпускником училища им. Строгонова — Тепловым Валерием (ныне руководителем Союза художников Ярославля).
С 1969 года директором ещё строящегося Дворца стал Бородин Лев Борисович, который подключил к строительству тех, для кого он и строился, старшеклассников школ района (39, 62, 72, 80, 81). Из числа этих ребят организовался отряд «Товарищ», труд которого использовался на подсобных работах и на благоустройстве территории вокруг строящегося объекта.
Главной помощницей Льву Борисовичу на этапе строительства и незаменимой хозяйкой Дворца в последующие 15 лет была Орлова Вера Павловна.
Благодаря общим усилиям, строители сдали здание 22 апреля 1970 года к 100-летию В. И. Ленина, как и было, задумано.
19 мая 1970 года, в день рождения пионерской организации — Дворец пионеров торжественно открылся, получив официальное название — Ярославский городской Дворец пионеров Северного жилого района.
В здании располагались: детская музыкальная школа, радио-станция, клуб интернациональной дружбы, ленинская комната, кружки авиа- и судомоделирования, радиоэлектроники, кружок самбо.
Дворец пионеров был занесен в книгу почета Всесоюзной пионерской организации имени В. И. Ленина за большой вклад за развитие детского творчества.
В 90-е годы Дворец пионеров переименовывается в ярославский областной Центр детей и юношества. К этому времени в стенах Центра организованы спортклуб, дошкольное образование, студия танца, театр, хор, эстрадно-духовая студия.
В 2011 году Центр детей и юношества награждён Знаком качества «Лучшее — детям».